# Philipp Franz von Siebold
Philipp Franz Balthasar von Siebold (Wurtzburgo, 17 de fevereiro de 1796 – Munique, 18 de outubro de 1866) foi um médico e naturalista alemão. Ficou famoso pelo estudo da flora e fauna japonesas, e pela introdução da medicina ocidental no Japão. Foi pai da primeira médica japonesa formada em medicina ocidental, Kusumoto Ine. Philipp Franz von Siebold, também é conhecido por coletar, juntamente com Heinrich Burger, quatro espécimes de peixe no Japão, sendo os primeiros espécimes de Narke japonica conhecidos pela ciência.

## Trabalhos publicados
- (1832–1852) Nippon. Archiv zur Beschreibung von Japan und dessen Neben- und Schutzländern: Jezo mit den Südlichen Kurilen, Krafto, Koorai und den Liukiu-Inseln. 7 volumes, Leiden.
  - (1838) Voyage au Japon Executé Pendant les Années 1823 a 1830 – versão abreviada francesa de Nippon – contém 72 placas da Nippon, com uma ligeira variação de tamanho e papel. Publicado em doze "Entregas". Cada "Delivery" contém 72 litografias (placas) e cada "Delivery" varia em seu conteúdo de litografia por quatro ou cinco variações de chapas.
  - Edição revisada e ampliada por seus filhos em 1897: Nippon. Archiv zur Beschreibung von Japan ..., 2. veränderte und ergänzte Auflage, hrsg. von seinen Söhnen, 2 volumes, Würzburg and Leipzig.
  - Tradução da parte de Nippon na Coréia ("Kooraï"): Boudewijn Walraven (ed.), Frits Vos (trad.), Korean Studies in Early-nineteenth century Leiden, Korean Histories 2.2, 75-85, 2010
- (1829) Synopsis Hydrangeae generis specierum Iaponicarum. In: Nova Acta Physico-Medica Academiae Caesareae Leopoldino-Carolina vol 14, part ii.
- (1835–1870) (com Zuccarini, J. G. von, editor) Flora Japonica. Leiden.
- (1843) (com Zuccarini, J. G. von) Plantaram, quas in Japonia collegit Dr. Ph. Fr. de Siebold genera nova, notis characteristicis delineationibusque illustrata proponunt. In: Abhandelungen der mathematisch-physikalischen Classe der Königlich Bayerischen Akademie der Wissenschaften vol.3, pp 717–750.
- (1845) (com Zuccarini, J. G. von) Florae Japonicae familae naturales adjectis generum et specierum exemplis selectis. Sectio prima. Plantae Dicotyledoneae polypetalae. In: Abhandelungen der mathematischphysikalischen Classe der Königlich Bayerischen Akademie der Wissenschaften vol. 4 part iii, pp 109–204.
- (1846) (com Zuccarini, J. G. von) Florae Japonicae familae naturales adjectis generum et specierum exemplis selectis. Sectio altera. Plantae dicotyledoneae et monocotyledonae. In: Abhandelungen der mathematischphysikalischen Classe der Königlich Bayerischen Akademie der Wissenschaften vol. 4 part iii, pp vol 4 pp 123–240.
- (1841) Manners and Customs of the Japanese, in the Nineteenth Century. Londres: Murray. 1841  – via Hathi Trust. From recent Dutch visitors of Japan and the German of Dr. Ph. Fr. von Siebold (compilado por um autor anônimo, não pelo próprio Siebold!)

A abreviatura de autor padrão Siebold é usada para indicar Philipp Franz von Siebold como o autor ao citar um nome botânico.